# Gent-Wevelgem 2011
Gent-Wevelgem 2011 foregik den 27. marts 2011. Det var den 73. udgave af Gent-Wevelgem. Som i 2004 endte løbet med sejr til Tom Boonen. 
Udover de 18 ProTeams var Cofidis, Europcar, FDJ, Landbouwkrediet, Skil-Shimano, Topsport Vlaanderen-Mercator og Verandas Willems-Accent inviteret.

## Resultater
|    | Rytter           | Hold               | Tid     |
| -- | ---------------- | ------------------ | ------- |
| 1  | Tom Boonen       | Quick Step         | 4:35.00 |
| 2  | Daniele Bennati  | Leopard Trek       | s.t.    |
| 3  | Tyler Farrar     | Garmin-Cervélo     | s.t.    |
| 4  | André Greipel    | Omega Pharma-Lotto | s.t.    |
| 5  | Lloyd Mondory    | AG2R La Mondiale   | s.t.    |
| 6  | Mitchell Docker  | Skil-Shimano       | s.t.    |
| 7  | Bernhard Eisel   | Team HTC-Highroad  | s.t.    |
| 8  | Kristof Goddaert | AG2R La Mondiale   | s.t.    |
| 9  | Lars Boom        | Rabobank           | s.t.    |
| 10 | Baden Cooke      | Saxo Bank-SunGard  | s.t.    |